# Naturbaustoff

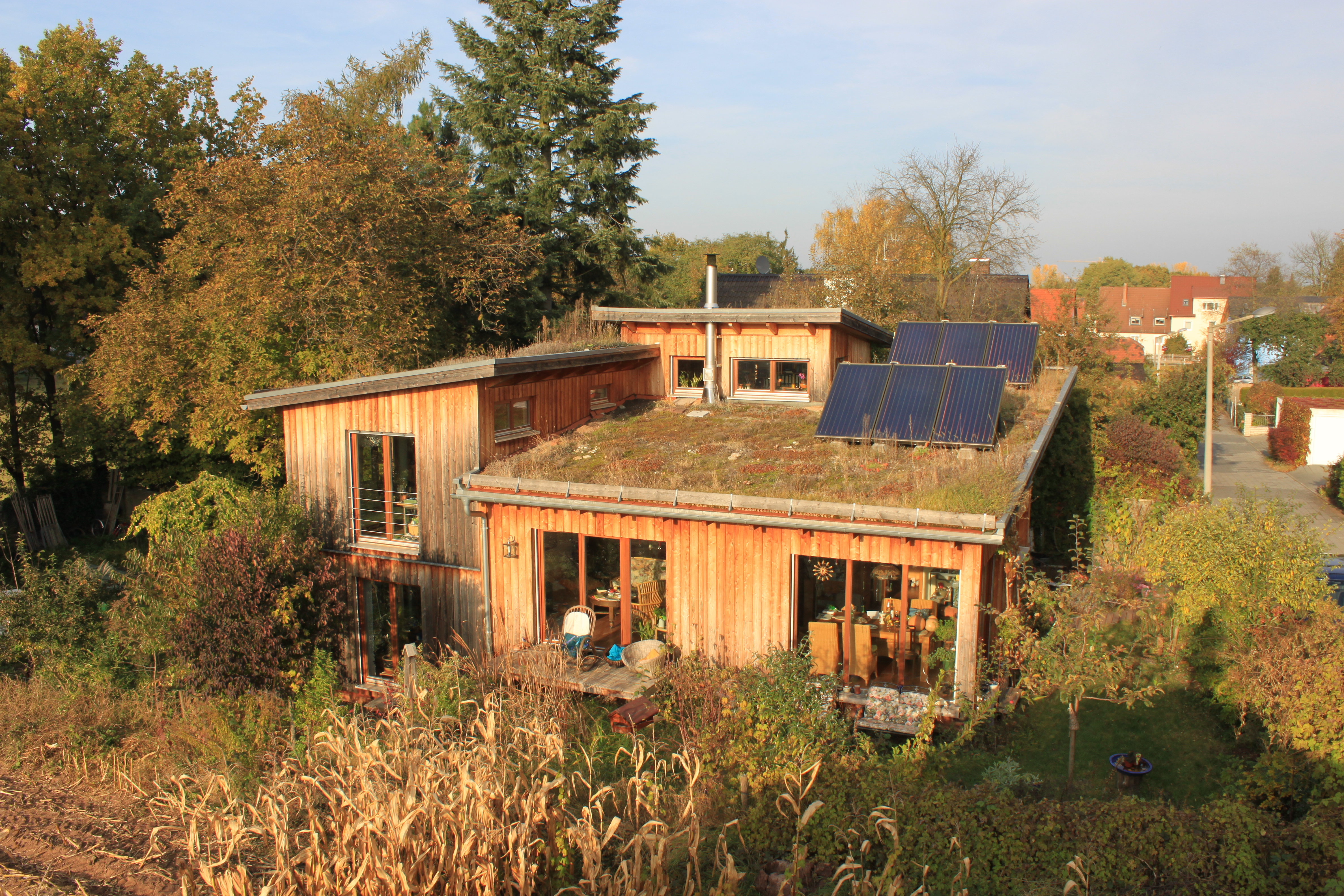
Holzhaus mit Gründach, Außenwand aus unbehandeltem Lärchenholz in Ständerbauweise. Wärmedämmung aus eingeblasener Hobelspäne, Innenwände aus Lehmputz auf Schilfrohrplatten. Heizung und Warmwasser durch Grundofen und Sonnenkollektoren.

Als Naturbaustoff wird ein Stoff bezeichnet, der sich nach den Definitionen für Naturprodukte und Baustoffe beschreiben lässt. Natubaustoffe sind entsprechend natürlich vorkommende Stoffe, die lediglich manuell, mechanisch oder durch Gravitationskraft, durch Auflösen in Wasser, durch Dampfdestillation oder durch Erhitzung zum Wasserentzug verarbeitet wurden.
Naturbaustoffe können sowohl biotische oder biogene (aus der belebten Natur entstammende), z. B. Holz, Schafwolle, Flachs, Hanf, Roggen, Schilf, Seegras, Wiesengras, Stroh, als auch abiogene (aus der unbelebten Natur entstammende) Stoffe wie zum Beispiel Lehmbaustoffe, Perlitegesteine, Bimssteine u. v. a. sein.

## Definition

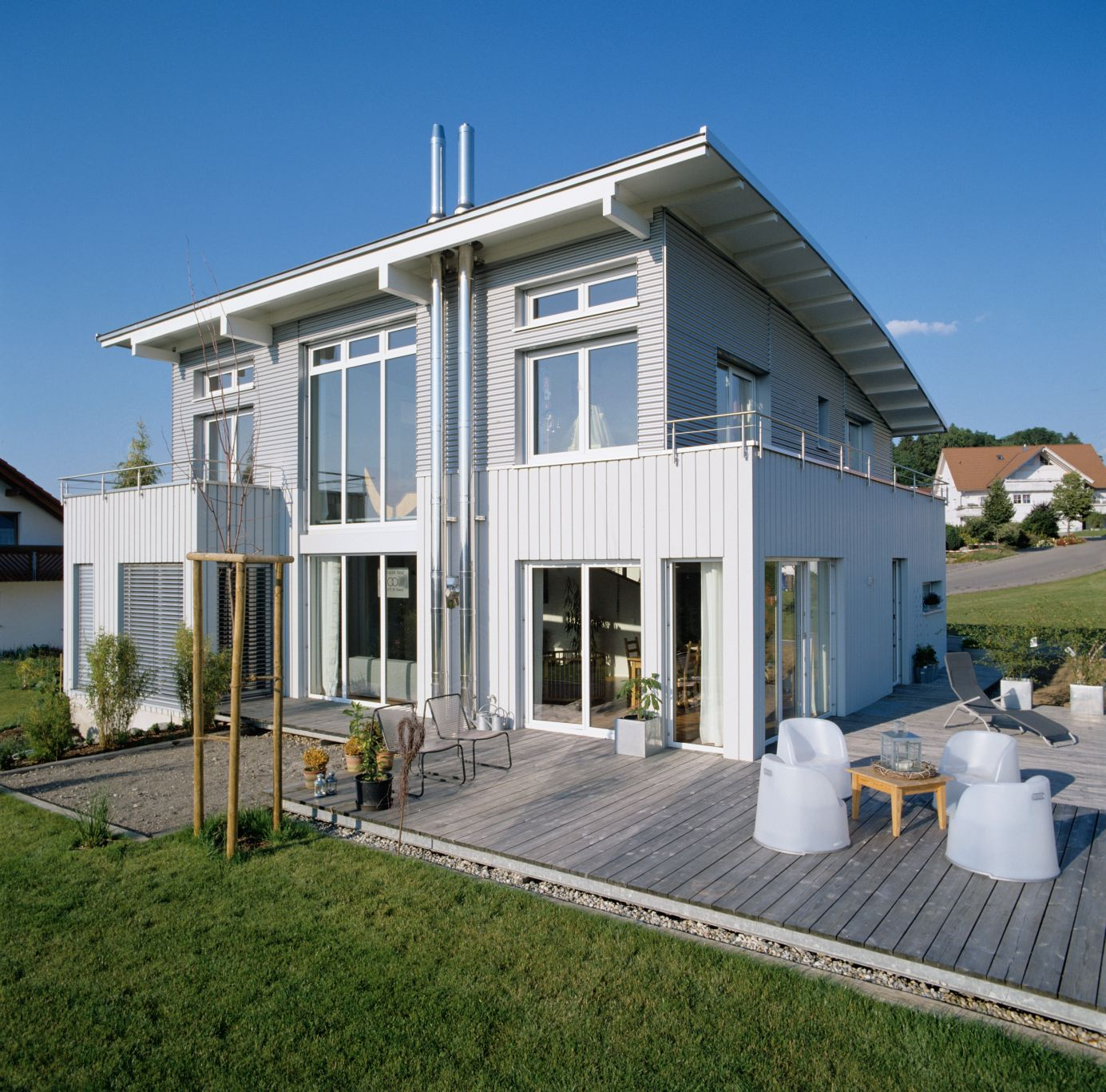
Einfamilienhaus in Holzbauweise

Gesetzliche Definitionen für „Naturbaustoffe“ gibt es nicht, entsprechend können alle Baustoffe als Naturbaustoffe bezeichnet werden, die zugleich Naturstoffe sind. Als Naturstoff ist nach Art. 3 Nr. 39 der Verordnung (EG) Nr. 1907/2006 (REACH) ein „natürlich vorkommender Stoff als solcher, unverarbeitet oder lediglich manuell, mechanisch oder durch Gravitationskraft, durch Auflösung in Wasser, durch Flotation, durch Extraktion mit Wasser, durch Dampfdestillation oder durch Erhitzung zum Wasserentzug verarbeitet oder durch beliebige Mittel aus der Luft entnommen“, definiert. Der gesetzliche Begriff Naturstoff konvergiert nicht mit dem wissenschaftlichen Begriff, denn hier werden Naturprodukte beschrieben.
Daraus resultiert, dass alle weiteren Definitionen als Zubereitungen und Erzeugnisse (Produkte) zu betrachten sind und damit den diversen nationalen und europäischen Richtlinien und Verordnungen unterliegen, wie z. B. der Richtlinie 1999/45/EG (Zubereitungsrichtlinie) oder dem Produktsicherheitsgesetz (ProdSG).
Für Baustoffe ist darüber hinaus die Bauproduktenrichtlinie (BPR) zu beachten, die Zulassungen und Inverkehrbringung von Bauprodukten („Baustoffen“) regelt. Gute oder weniger gute Bauprodukte, oder schadstoffarme Bauprodukte und sehr schadstoffarme Bauprodukte lassen sich mit dem Begriffszusatz „Natur“ nicht regeln oder differenzieren. Es sind meist die Zugaben und Mischungen die im kleinteiligen Bereich ein Bauprodukt zum Problemprodukt machen können, was sowohl bei „Naturbaustoffen“ als auch bei rein synthetischen Bauprodukten vorkommen kann. Die Eingrenzungen, Zuordnungen und Definitionen sollen künftig in der Bauproduktenrichtlinie Nr. 3 „Hygiene, Gesundheit und Umwelt“ geregelt werden.
Eine entscheidende Rolle bei der entsprechenden Bewertung/Zertifizierung von „Naturbaustoffen“ spielt die Deklaration und Zuordnung aller eingesetzten Rohstoffe. Auch die Stoffe natürlichen Ursprungs können ein Gefährdungspotenzial aufweisen und sind gemäß den gesetzlichen Vorgaben zu kennzeichnen. Mit der REACH-Verordnung wurde ein neues Regelwerk geschaffen, das sowohl den Konsumenten als auch allen Akteuren entlang der Lieferkette mehr Verantwortung bezüglich der eingesetzten Stoffe auferlegt und zur Substitution verpflichtet, d. h. die Stoffe und Produkte zu empfehlen, die ein geringeres Gefährdungspotential aufweisen.
Diverse „Gütezeichen“ geben dem Verbraucher Informationen zu ökologischen und „gesundheitsrelevanten“ Eigenschaften von Naturbaustoffen – nur wenige geben aber "umfassende" Aussagen zu Ökobilanz und Emissionsverhalten, Inhaltsstoffen, benennen transparent diese Kriterien auf ihrer Homepage und fordern glaubwürdige Nachweise durch akkreditierte Fachinstitute.
Manche Hersteller beschränken sich auch nur auf die Benennung ihrer „Inhaltsstoffe“ (Volldeklaration); für den Verbraucher ist aber nicht nachprüfbar, ob wirklich alle Inhaltsstoffe aufgelistet werden.

## Anwendungsformen von Naturbaustoffen

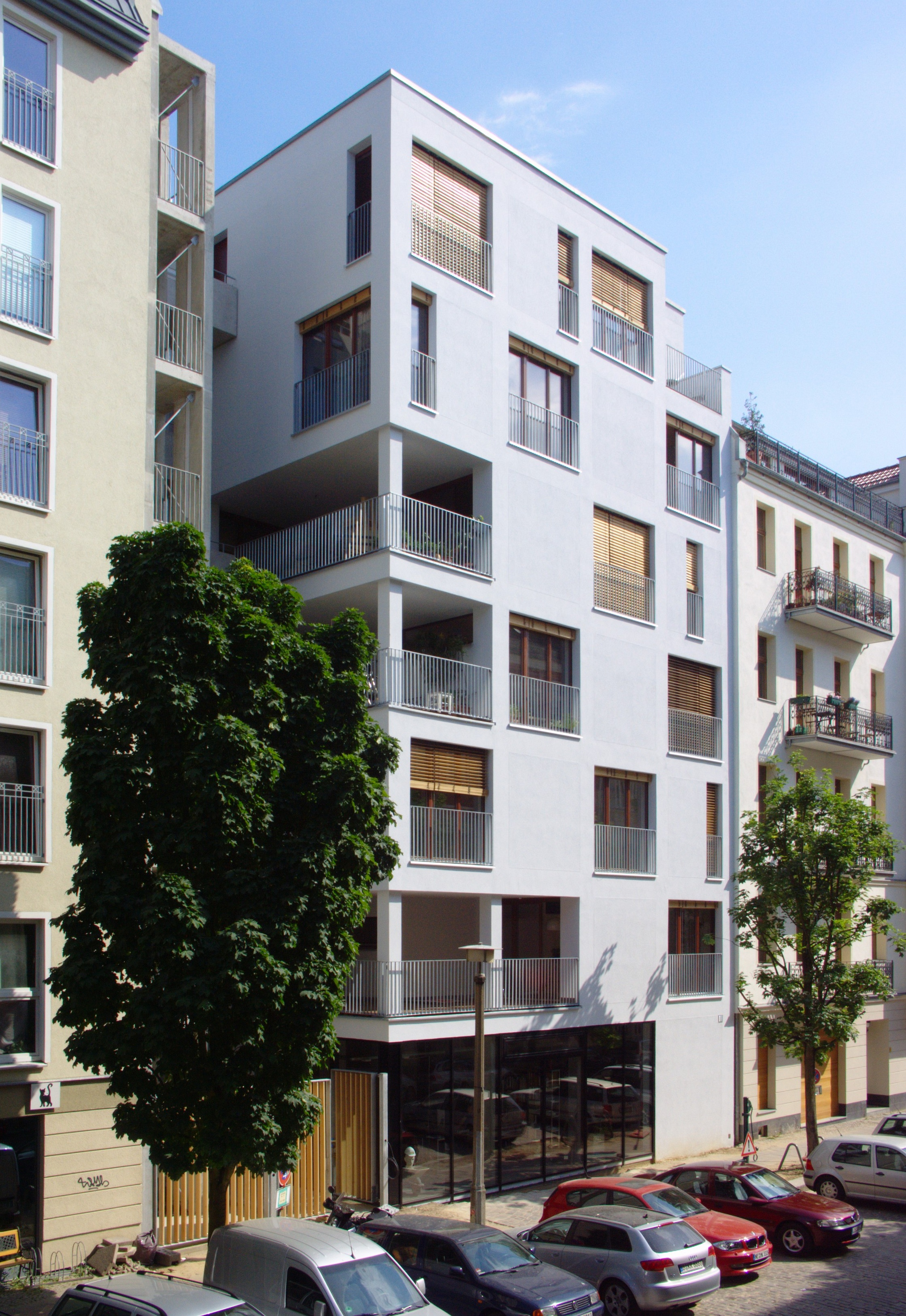
Modernes mehrstöckiges Holzhaus (E3) in Berlin

Baustoffe und entsprechend auch Naturbaustoffe werden in unterschiedlichen Bereichen des Bauwesens angewendet. Dabei bezeichnet man alle Rohstoffe, Hilfsstoffe oder Halbzeuge, die zum Errichten von Bauwerken und Gebäuden benutzt werden, als Baustoffe. Das Spektrum reicht von den Baustoffen der elementaren Baukonstruktion (Mauersteine, Holzbalken, Dachziegel, Zement und Mörtel) über den Innen- und Außenausbau (Dämmstoffe, Böden, Wandverkleidungen, Treppen, Tür- und Fensterelemente) bis hin zu Produkten zur Renovierung und Sanierung (Farben, Lacke, Tapeten).

### Baukonstruktion, Holz und Holzwerkstoffe
Die ältesten Baustoffe, die der Mensch verwendet, sind Hölzer, Lehm, Kalk, Getreidestroh, Ziegel und Natursteine, die vor allem für die Baukonstruktion genutzt wurde. Bis heute stellt vor allem Holz einen sehr wichtigen Anteil der Rohstoffe in der Baukonstruktion, insbesondere für den Dachstuhl sowie für Außenverkleidungen, Wände, Fenster und Innenausbauten (Fußböden wie bspw. Parkett, Treppen, Wandverkleidungen etc.). Daneben werden allerdings auch heute viele Häuser als Holzhäuser gebaut.
Stroh und Lehm, vor allem im Fachwerkbau genutzt, wird heute wieder bei Sanierungen eingesetzt, vor allem im Restaurierungsbereich sowie im Strohballenbau.
Neben diesen traditionellen Baustoffen können jedoch auch Mauersteine, Kalk und Mörtel sowie Trockenbauplatten den Anspruch an Naturbaustoffe erfüllen, wenn sie bspw. zu 98 % oder mehr aus unbehandelten mineralischen oder nachwachsenden Rohstoffen bestehen und keine Fungizide und halogenorganische Verbindungen enthalten. Eine weitere große Gruppe von Baustoffen für den Konstruktionsbau stellen Holzwerkstoffe dar, zu denen unter anderem die im Bauwesen sehr häufig anzutreffenden Grobspanplatten und MDF-Platten gehören. Um als Naturbaustoffe anerkannt zu werden, muss jedoch auch bei der Produktion dieser mindestens 85 % holzbasierten Baustoffe sichergestellt werden, dass sie keine Holzschutzmittel, halogenorganischen Verbindungen und keine synthetisch-organischen Flammschutzmittel enthalten.

### Dämmstoffe

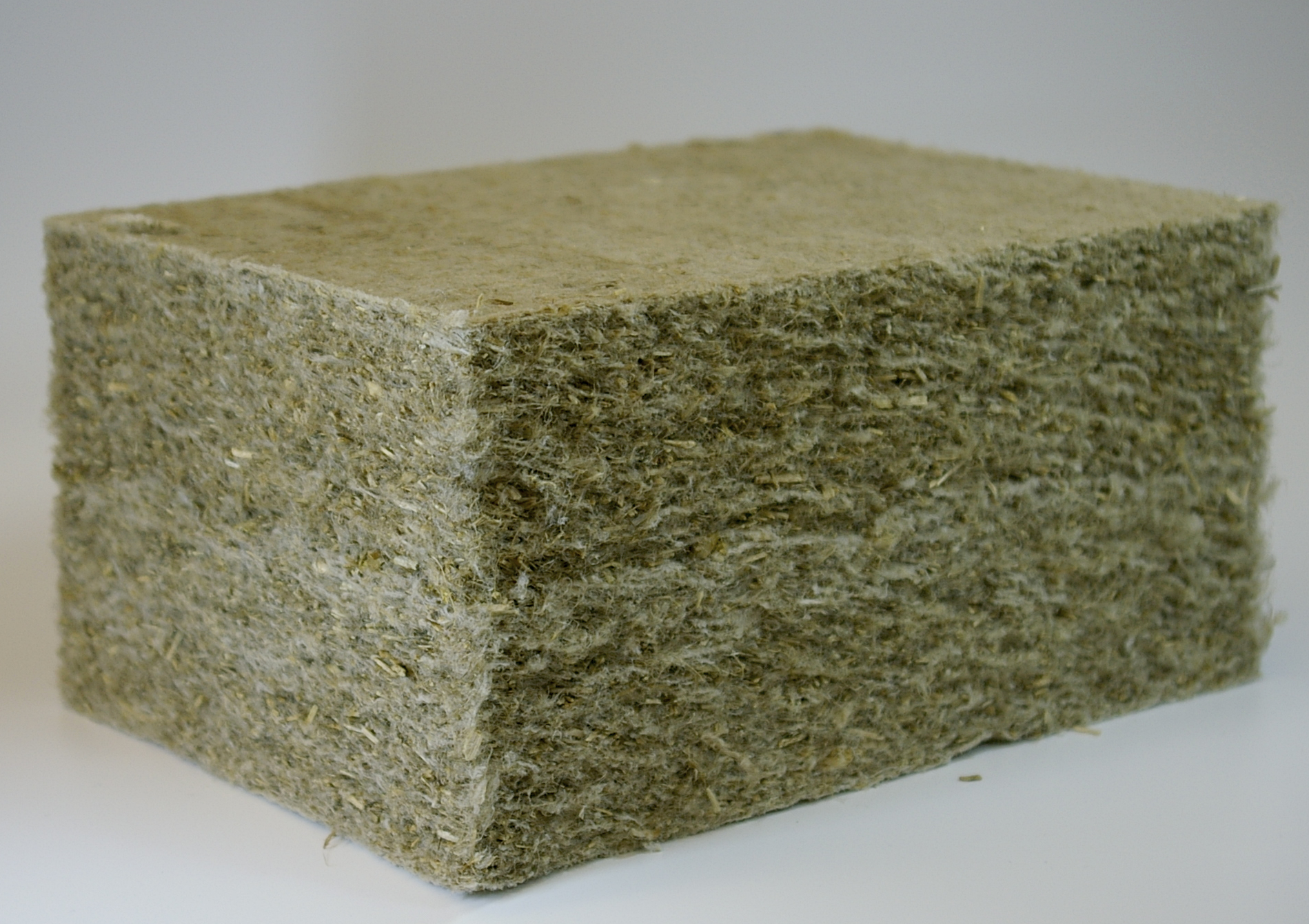
Dämmstoffblock aus Hanffasern

Naturdämmstoffe werden auf Basis verschiedener Nutzpflanzen wie zum Beispiel Flachsfaser (Faserlein), Getreide, Hanf, Holz, Jute, Kork, Schilfrohr, Sisalfaser, Kokos, Wiesengras hergestellt. Außerdem gibt es Naturdämmstoffe auf Basis tierischer Rohstoffen wie Schafwolle. Teilweise werden auch Dämmstoffe aus Recyclingmaterial als Naturdämmstoffe bezeichnet, sofern diese auf biogenen Rohstoffen bestehen (z. B. Cellulosefasern aus Altpapier). Blähglas aus Altglasrecycling. Perlite, Vermiculit, und Blähton sind anorganische Dämmstoffe.
Zum Schutz gegen Schädlings- und Schimmelbefall und zum Brandschutz sowie teilweise zur Verbesserung der Verarbeitungseigenschaften werden Naturdämmstoffen in der Regel geringe Anteile an Zusatzstoffen zugesetzt. Die schützenden Zusätze reichen von Molke, Borsalzen, Soda oder Zement bei Hobelspänen oder Holzwolle-Leichtbauplatten, über Aluminiumsulfat, Paraffin oder Ammoniumsulfat bei Holzfaserdämmplatten. Die meisten der verwendeten Zusätze sind bei Herstellung und Verwendung unbedenklich, in einigen Fällen (zum Beispiel synthetische Faseranteile in Naturfasermatten) behindern die Zusätze allerdings die chemische oder biologische Abbaubarkeit bei der Entsorgung. Um die Formstabilität zu erhöhen, werden in zahlreichen Naturdämmstoffen synthetische Polyesterfasern als Stützfasern genutzt. Alternativ hierzu können Kokosfasern, Kartoffelstärke oder Wasserglas eingesetzt werden.

### Lehmbaustoffe
Seit der frühesten Geschichte der Menschheit wird Lehm im Mauerwerks- und Festungsbau, als Ausfachung bei Holzbauten, auch als Decken- und Bodenschüttungen, Hohlraumfüllungen, als Mörtel, Putz, Estrich und beim Ofenbau verwendet.
Putze und monolithische Lehmmischungen mit Zuschlägen aus Blähton, Schaumglas, Perlite, Hobelspänen oder Korkschrot können mit Schichtdicken bis 5 cm als Akustik- und Dämmputz verarbeitet werden und auch ganze Wände kann man damit stampfen.

### Weitere Naturbaustoffe
Neben den benannten Konstruktionsbaustoffen und den Dämmstoffen gibt es eine Reihe weiterer Baustoffe, die als Naturbaustoffe ausgewiesen sein können. Hierzu gehören vor allem verschiedene Anstrichstoffe zur Beschichtung und Oberflächenbehandlungen – wie Kalkanstriche, Leimfarben, Silikatfarben, Ölfarben, Naturharzöllacke, natürliche Wachse. Auch Fußbodenbeläge, Wandbeläge, Tapeten aus natürlichen Materialien die im Innenausbau und bei der Renovierung genutzt werden und bedingt, Hilfs- und Zuschlagstoffe, zu denen vor allem vorwiegend natürliche Klebstoffe und Bindemittel gehören.

## Durchsetzung
Die erste Bauuniversität, die Bauhaus-Universität Weimar, schuf 1997 bereits einen eigenen Lehrstuhl zum Thema „ökologisches Bauen“.